# Réserve naturelle de l'étang de Biguglia
Pour les articles homonymes, voir Biguglia (homonymie).
La réserve naturelle de l'étang de Biguglia (RNC120) est une réserve naturelle en Corse. Classée en 1994, elle occupe une surface de 1 790 hectares et protège une zone humide corse, l'étang de Biguglia, renommée pour son intérêt ornithologique.

## Localisation

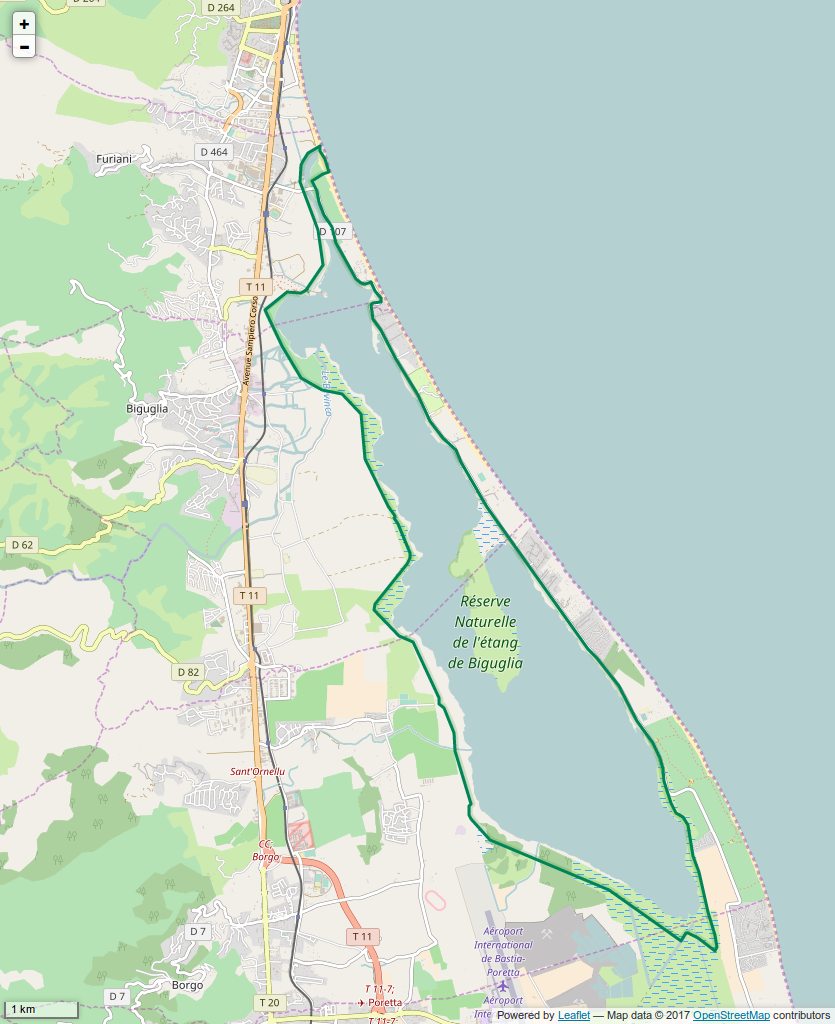
Périmètre de la réserve naturelle.

Le territoire de la réserve naturelle est au Nord-Est du département de la Haute-Corse et se répartit du Nord au Sud sur les communes de Furiani, Biguglia, Borgo et Lucciana. Il représente une superficie d'environ 1 790 ha, englobe complètement l'étang de Biguglia et occupe la quasi-totalité du littoral de la plaine de la Marana.
L'étang de Biguglia localement nommé Chiurlinu se trouve à 4 km au Sud de Bastia. Avec une superficie de 1 450 hectares, c'est la lagune la plus vaste de Corse. Sa profondeur moyenne est de 1,50 mètre. L'étang est situé entre une chaîne de moyennes montagnes au pied desquelles est bâti le village de Biguglia et le lido de la Marana dont la plus grande largeur ne dépasse pas 1 km. 
Il est relié au nord à la mer Tyrrhénienne, par un étroit chenal terminé par un grau. Au sud, deux fossés le relient au Golo. Cette lagune exceptionnelle comporte deux îles. Au nord-ouest, l'île des Pêcheurs sur laquelle a été bâti le Fortin de Biguglia et au milieu l'île San Damiano. Ces deux îles sont aujourd'hui reliées à la terre. On parle aujourd'hui de la presqu'île de San Damiano. Entre Biguglia et Borgo, cinq cours d'eau apportent leur eau à l'étang : la rivière Bevinco, le fossé de Borgogna, le ruisseau de Pietre Turchine, le ruisseau de Rasignani et le ruisseau de Mormorana.

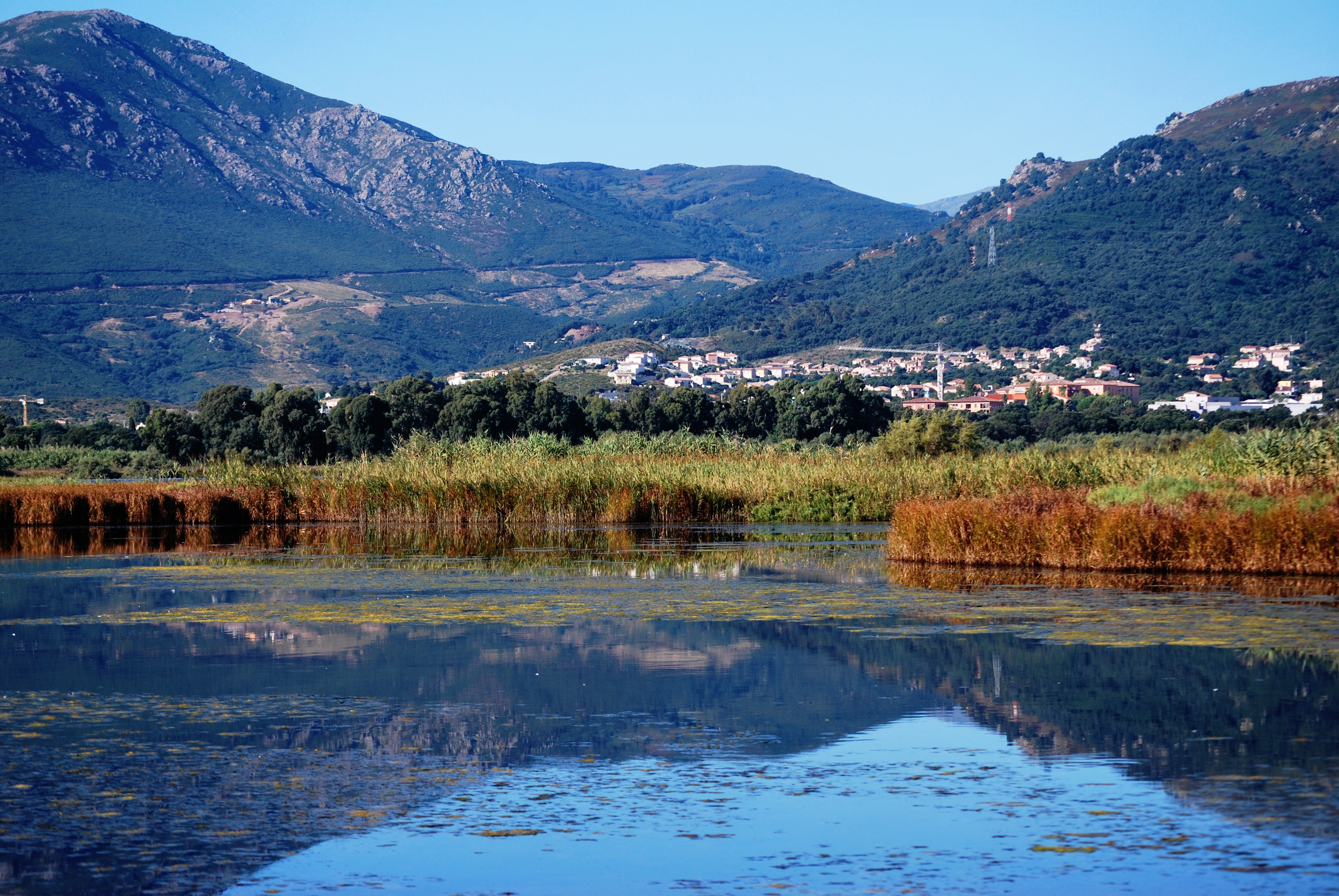
Vue de l'étang.

À l'origine, l'étang a été formé par les alluvions du Golo dont l'embouchure se situe à 5 km au sud de l'étang. Ces alluvions poussées par la dérive littorale allant du sud vers le nord, ont constitué le cordon lagunaire (ou lido) de la Marana.

## Histoire du site et de la réserve
L'étang de Biguglia a été occupé dès l'Antiquité par les Romains, puis par les Pisans, enfin par les Génois.
Un document cartographique laisse distinguer trois îles dans l’étang du Chjurlinu (ou de Biguglia) : Ischia Nova, Ischia Vechja et San Damianu.
Le fortin de Biguglia situé au nord de l'étang, témoigne des fortes activités d'autrefois. Cette ancienne place forte qui faisait partie d'un dispositif mis en place par les Génois pour la défense de Bastia au XVIe siècle, attaquée par onze galères du duc François de Guise, mille hommes, et plus d’autres renforts, a été détruite lors de la bataille d'Ischia Nova en 1558. Le Génois Ravaschiero Ettore qui en commandait la garnison, s'était rendu aux Français.
Ce Patrimoine historique est devenu aujourd'hui l'écomusée de la réserve naturelle, consacré à la pêche et à la migration animale et inauguré le 11 juin 2011.

## Écologie (biodiversité, intérêt écopaysager…)
La réserve naturelle a pour but de préserver la plus grande zone humide de Corse. C'est un espace exceptionnel de Méditerranée pour sa biodiversité car de nombreux oiseaux migrateurs s'en servent comme lieu d'étape mais surtout pour la nidification, malgré la proximité d'une forte concentration urbaine et une grande activité artisanale et agricole responsable d'une abondante eutrophisation. Un dixième au moins de la superficie de la réserve est interdit de toute chasse et pêche.
Anguilles et muges y sont pêchés de façon traditionnelle. La lagune est aussi remarquable pour sa flore aquatique.

### Flore
La richesse écologique de l'étang est avant tout due à son herbier dense de phanérogames. Cette flore abrite une faune riche : de nombreux invertébrés ainsi que des poissons (dont l'Aphanius corse). Cette faune aquatique permet ensuite à nombre d'espèces oiseaux de nicher sur le site, d'y vivre et de s'y reproduire.

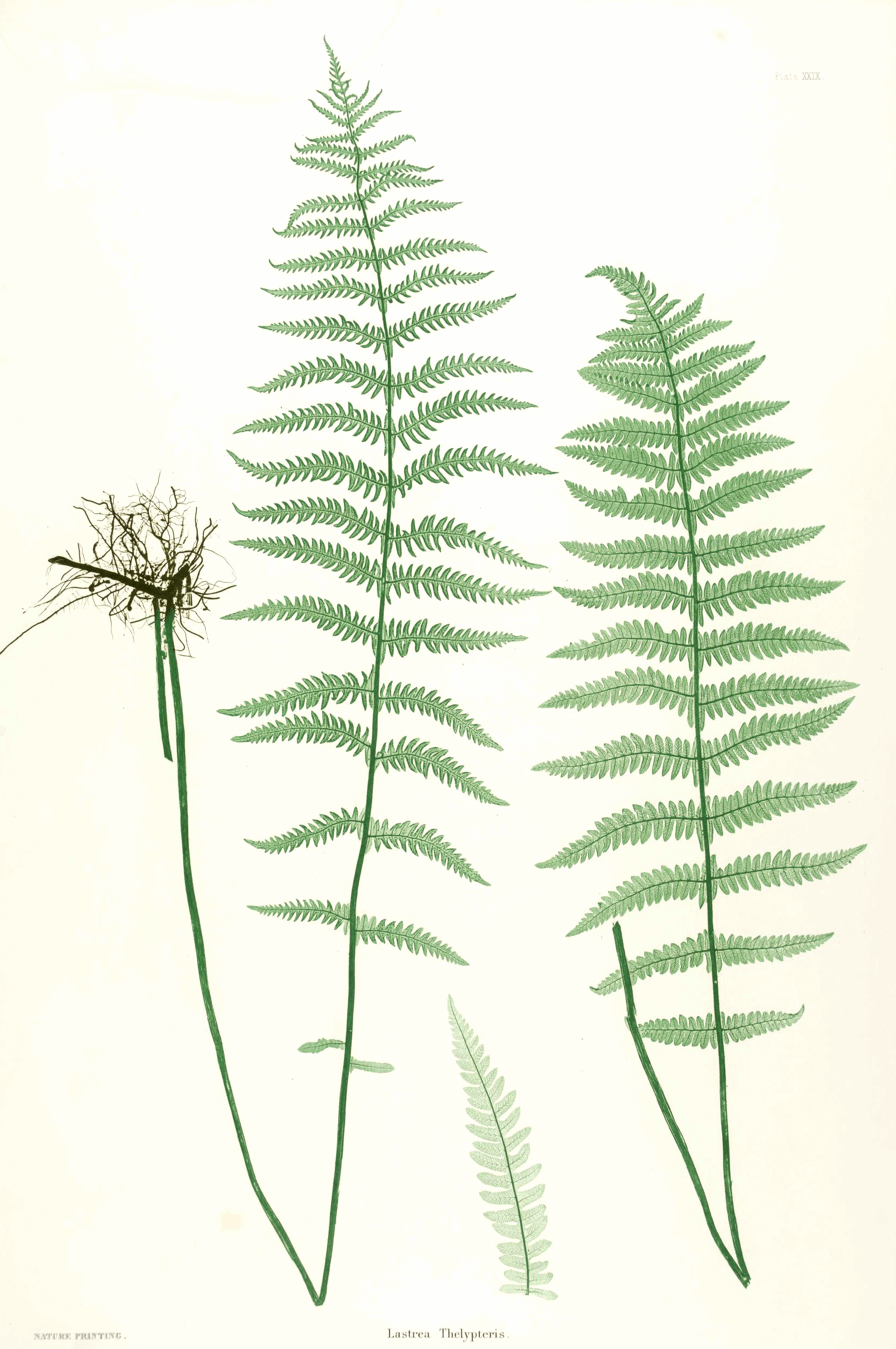
Thelypteris palustris, limbe ovale-lancéolé.
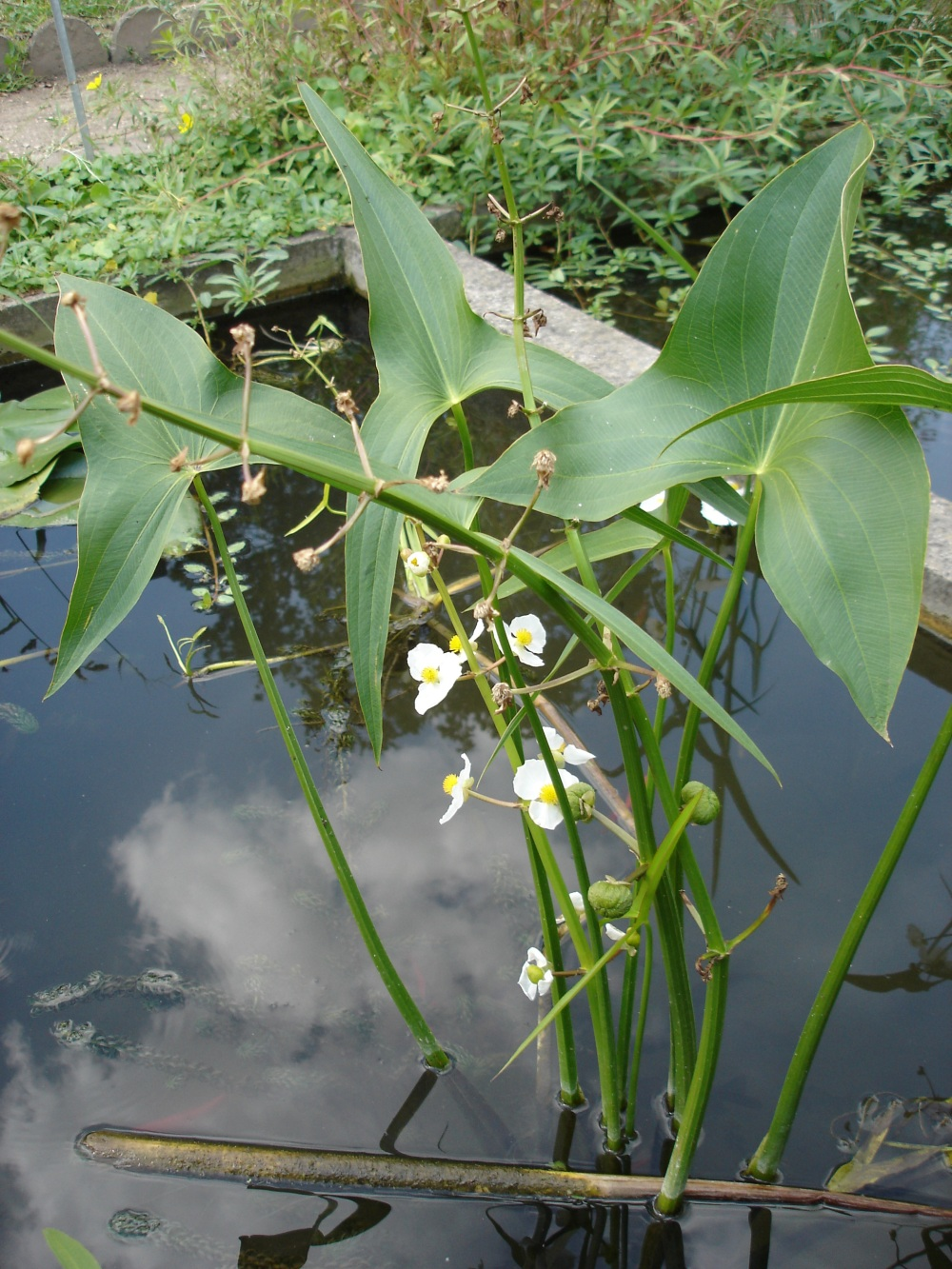
Sagittaria sagittifolia.
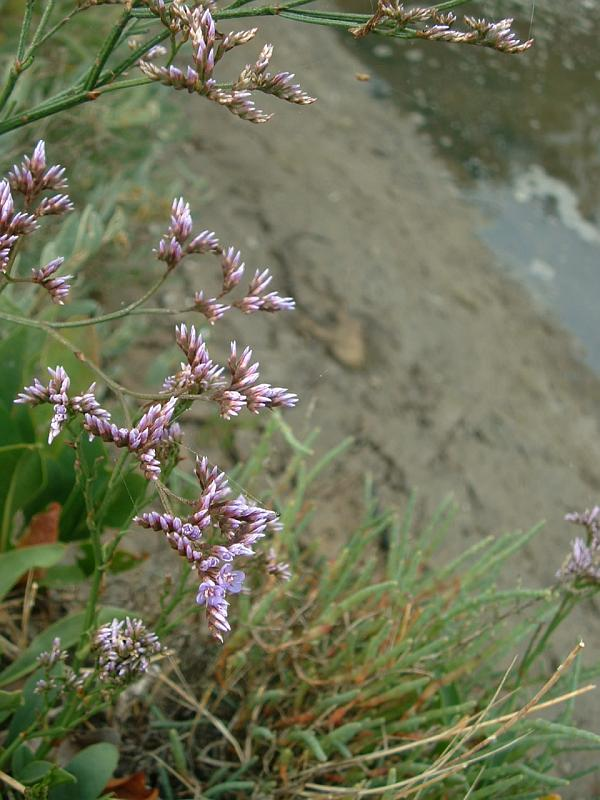
Limodium vulgare , lavande de mer.

La flore de la réserve possède une grande richesse et diversité dans ses roselières dont une trentaine d'espèces rares comme une espèce d'Hibiscus, la Kosteletzkya à cinq fruits (Kosteletzkya pentacarpos), une espèce de fougère, la Thelypteris palustris, la Sagittaria sagittifolia et un tamaris d'Afrique (Tamarix africana).
On y trouve aussi des prés salés, des aulnes glutineux et des tamaris. Cette flore, fort peu caractéristique de la Corse, est assez rare en Méditerranée et même en Europe. On y trouve plusieurs espèces de peupliers : peuplier noir rarement mais surtout peuplier blanc (Populus alba) et grisard (populus canescens) (qui ressemble au blanc mais dont le dessous des feuilles est recouvert d'un duvet blanchâtre) qui sont reconnaissables à leur écorce gris clair et se retrouvent où le substrat est sableux, bien drainé.
Le lido de la Marana comporte également des zones de plages et de dunes où pousse une lavande de mer endémique (Limonium strictisimum).

### Faune

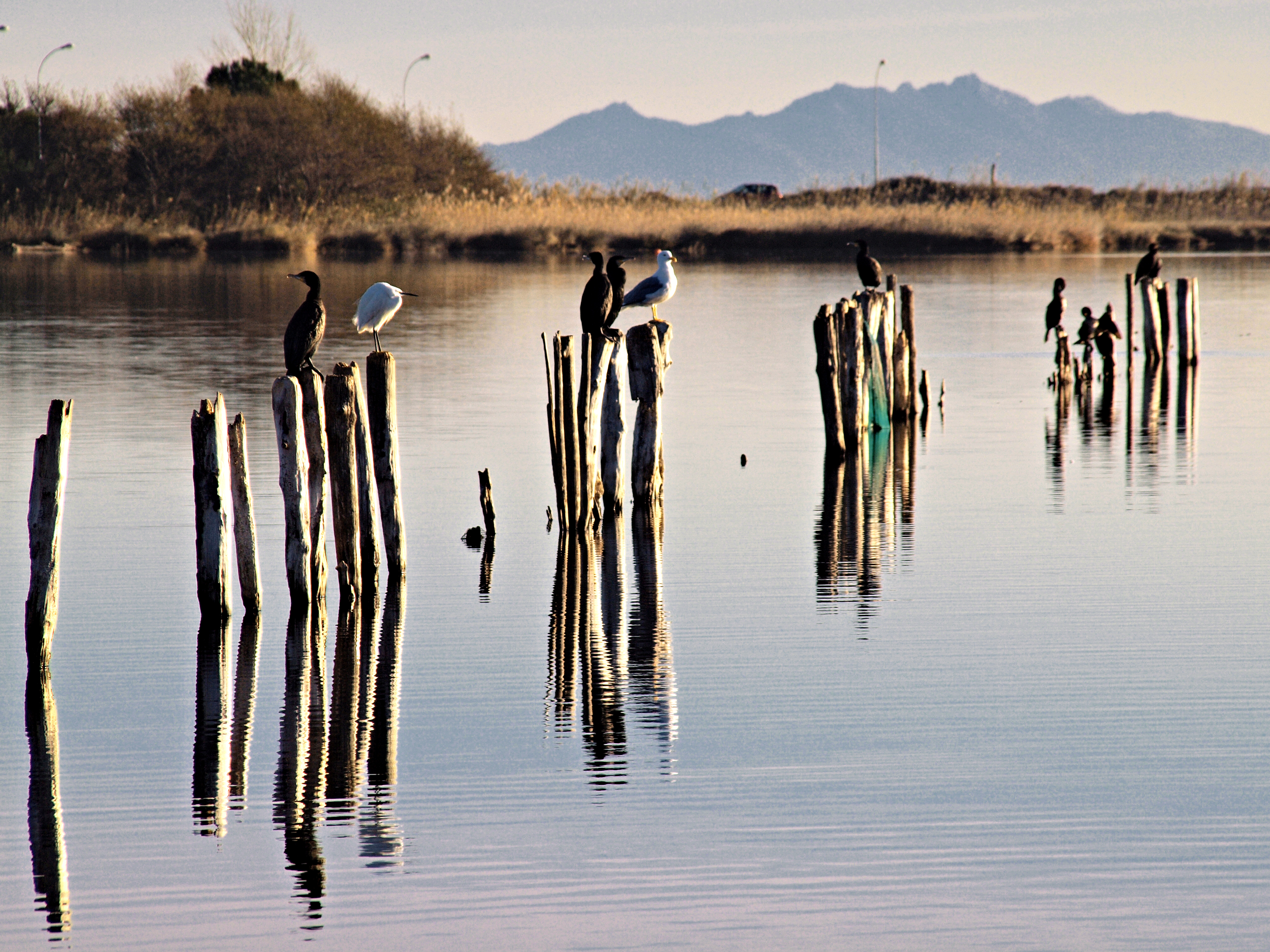
Grands cormorans, aigrette garzette, goéland d'Audouin.

Plus de 120 espèces d'oiseaux sont présentes sur le site (53 hivernantes, 19 nicheuses et 68 estivantes). Sur le plan d'eau, on trouve la Foulque macroule, le Fuligule morillon, le Fuligule milouinan, le Flamant rose et le Grand cormoran. Les roselières accueillent le Martin-pêcheur, le Bruant des roseaux, la Mésange rémiz et la Lusciniole à moustaches. Les vasières abritent de nombreux oiseaux migrateurs comme les goélands, les mouettes, les sternes et les guifettes ainsi que de nombreux limicoles et grands échassiers.
L'Erismature à tête blanche est un petit canard plongeur en cours de réintroduction depuis 2001.
Pour les amphibiens et reptiles, on note la présence de la Cistude d'Europe (Emys orbicularis), du Discoglosse Sarde (Discoglossus sardus) et de la Tortue d'Hermann (Testudo hermanni).
Par ailleurs, l'étang présente une forte potentialité halieutique. La pêche artisanale utilise les caractéristiques migratoires de certains poissons : Anguille, Muge, Loup de mer et Athérine.

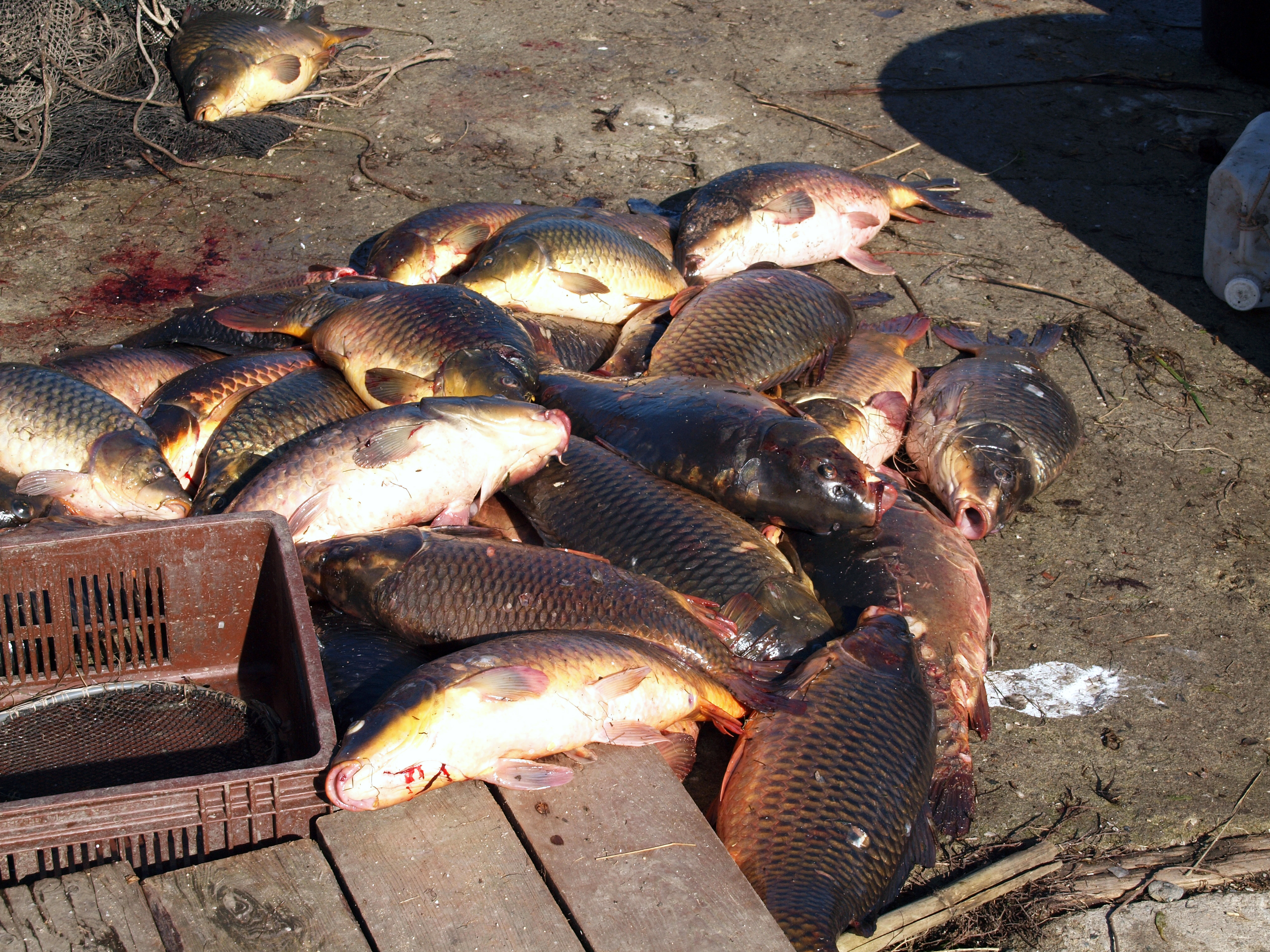
Carpes pêchées dans l'étang.

Depuis environ 3 ans, les pêcheurs retirent dans leurs filets des carpes.

## Intérêt touristique et pédagogique

### Le fortin de Biguglia

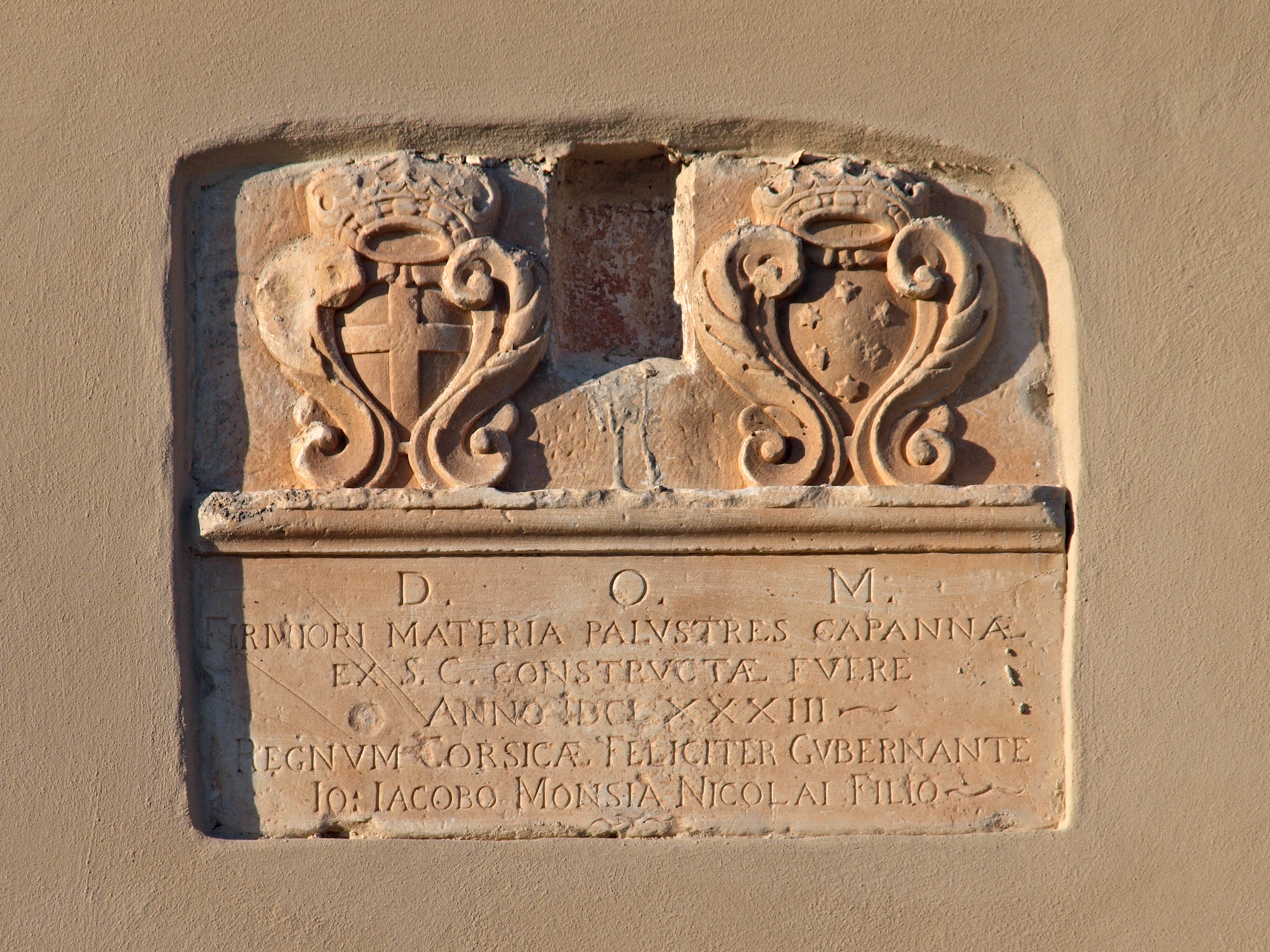
Plaque incrustée sur l'entrée.

Au nord de l'étang, sur la commune de Furiani, se trouve l'île aux pêcheurs qui abrite un ancien fortin datant du XVIe siècle et qui faisait partie d'un dispositif mis en place par les Génois pour la défense de Bastia. Il était occupé encore récemment par les pêcheurs de l'étang.
Sous l'égide du Département de la Haute-Corse – D.I.R.T. Service des Bâtiments (maître-d'ouvrage), la réhabilitation entière du Fortin de Biguglia a été achevée. Cette réhabilitation a été cofinancée par la Communauté Européenne et par la Collectivité Territoriale de Corse  (CTC). "L'Europe s'engage en Corse avec le Fonds Européen de développement régional" (panneau du permis de construire n° PC2B12004A0020).
Le fortin de la Réserve naturelle de l'étang de Biguglia a été inauguré le 11 juin 2011 par Joseph Castelli, président du Conseil général de la Haute-Corse, Paul Giacobbi, député, président du Conseil exécutif de la Corse, et Jean-Luc Névache, préfet de la Haute-Corse. Une plaque est apposée à l'entrée de l'écomusée. Depuis la fusion des départements et de la CTC, le fortin relève de la Collectivité de Corse.
Le site se présente désormais à nouveau sur une île reliée à la terre ferme par une passerelle, avec un ensemble qui comprend un écomusée, des bureaux administratifs et de recherche et une « Maison des pêcheurs » au bord de l'eau. Il s'intègre au parc de Fornacina qui est un espace de loisirs et de détente en cours d'aménagement aux portes de la réserve naturelle de l'étang.

### L'écomusée

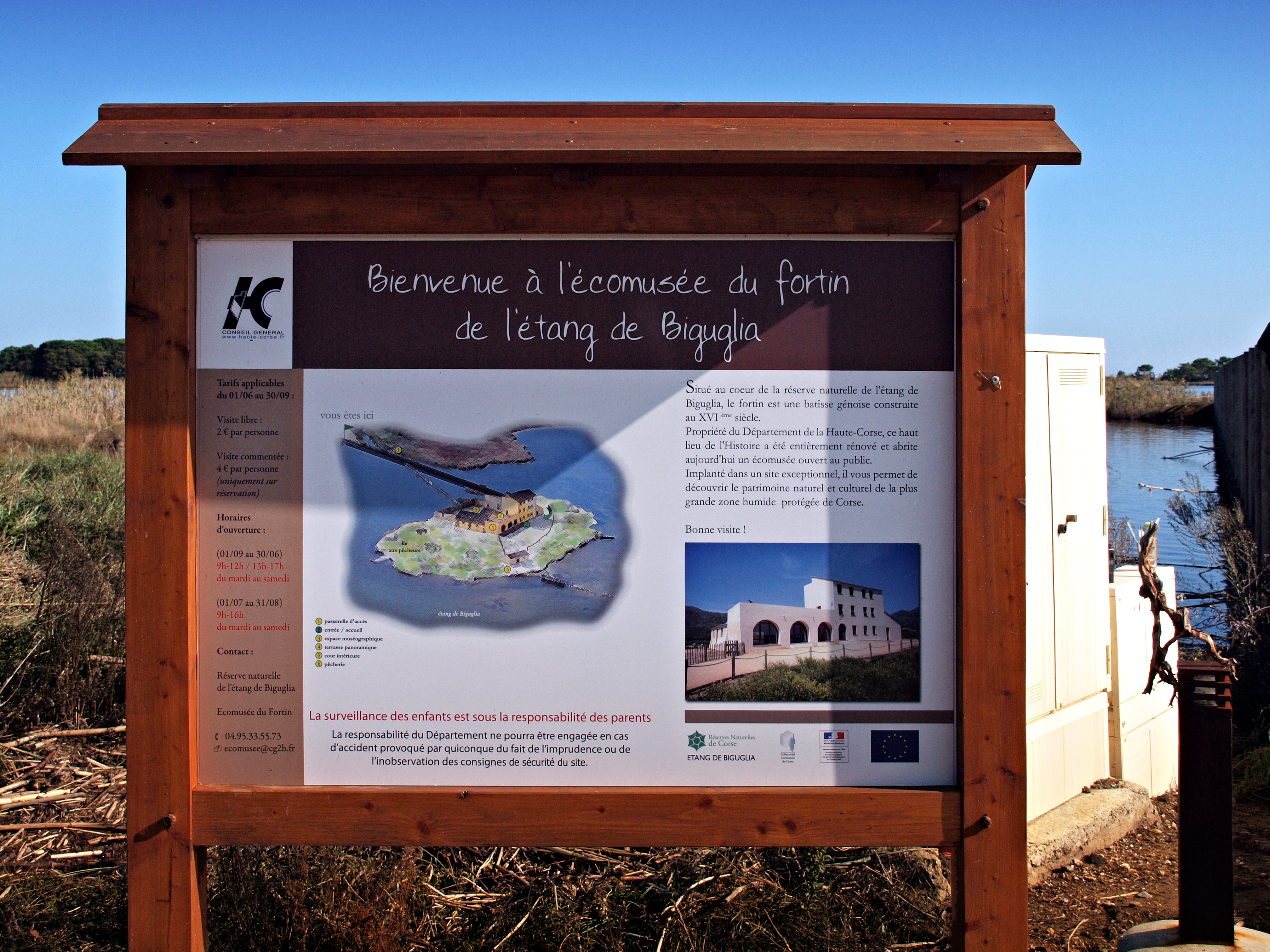
Panneau d'accueil à l'écomusée.

Au-dessus de l'entrée des nouveaux bâtiments, est incrustée une plaque portant les inscriptions : FIRMIORI MATERIA PALVSTRES CAPANNǼ EX S.C. CONSTRVCTǼ FVERE Anno IDCL XXXIII ~ REGNVM CORSICǼ FELICITER GVBERNANTE IO : IACOBO MONSIA NICOLAI FILIO. Cette plaque existait sur l'ancien fortin.
L'écomusée comporte un bureau d'accueil avec billetterie, deux salles d'exposition, un aquarium dans lequel on observe toutes les espèces de poissons fréquentant l'étang (dorade, bar, sar, muge, anguille, etc.), un atelier extérieur sur le matériel de pêche ainsi que des locaux administratifs pour les agents etc.
Il développe des thématiques propres aux domaines historique, écologique et piscicole de l'étang de Biguglia. L'accès à l'écomusée est libre et gratuit du 1er septembre au 31 mai. Pour la période du 1er juin au 30 septembre, le tarif est de 2 € par personne en visite libre, et de 4 € par personne en visite commentée.
Les horaires d'ouverture sont :
- du 1er septembre au 30 juin : du mardi au samedi 9 h - 12 h / 13 h - 17 h,
- du 1er juillet au 31 août : du mardi au samedi 9 h - 16 h.

Aux alentours de l'écomusée sont disposés des panneaux pédagogiques pour renseigner sur la faune de la réserve. D'autres panneaux jalonnent la nouvelle passerelle d'accès à l'île des pêcheurs. Elles portent « des mots » de personnages célèbres (Victor Hugo, François Giacobbi, etc.) sur la nature. L'accès au fortin est interdit aux véhicules excepté ceux des personnes habilitées. Un parking a été aménagé à environ 600 mètres, permettant aussi de se rendre dans le parc de Fornacina.

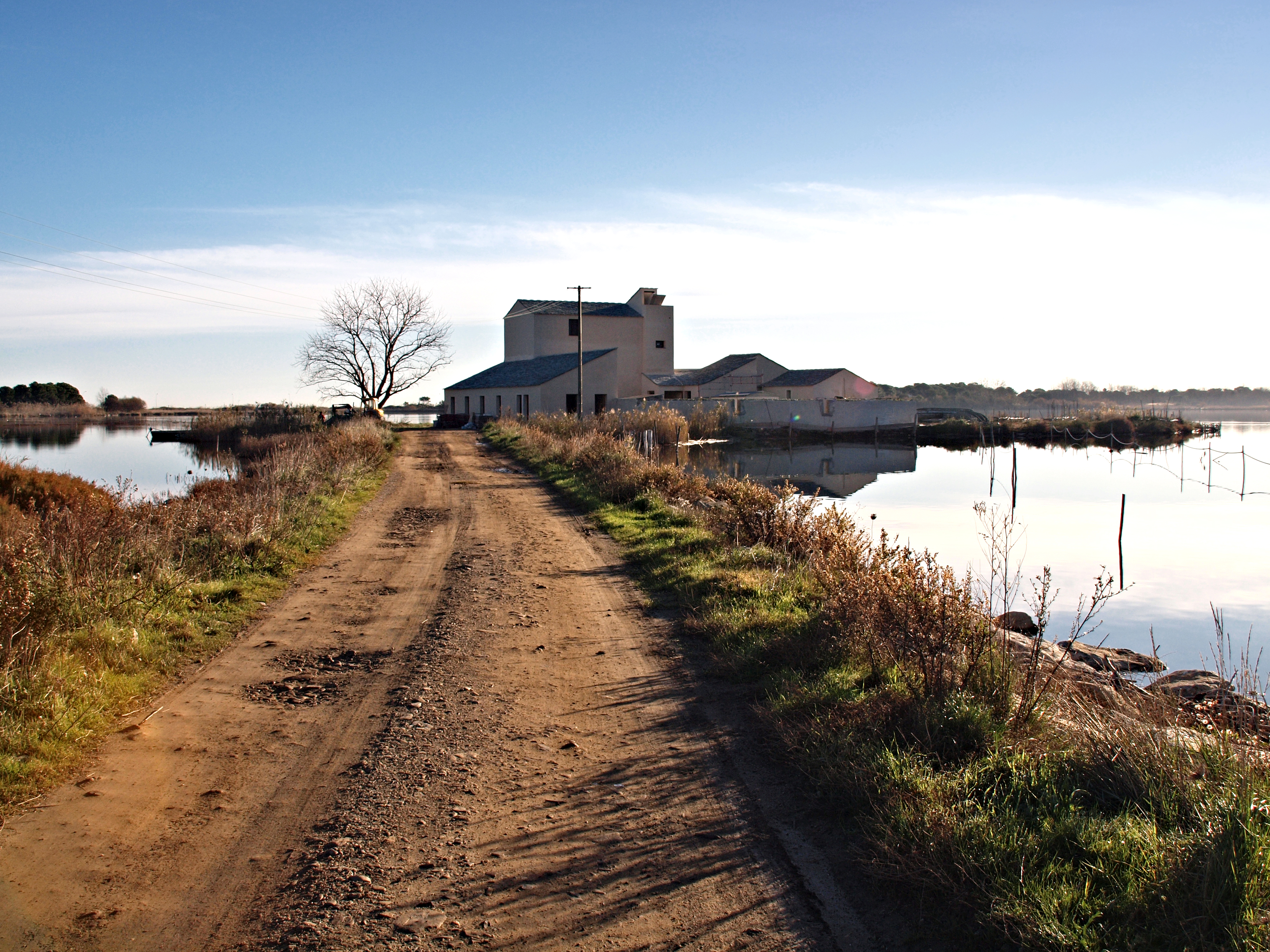
Le Fortin de Biguglia avant transformations.
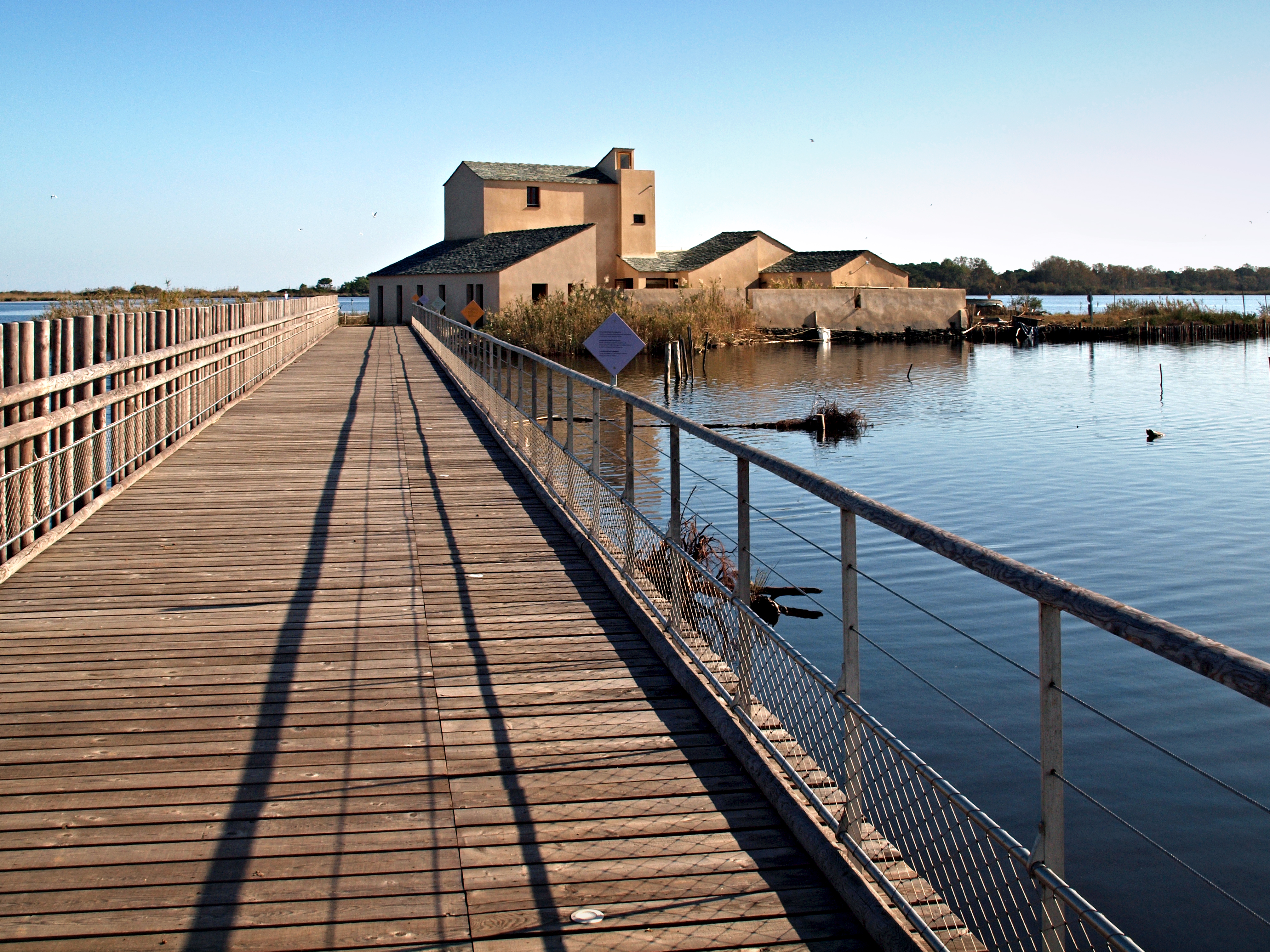
Le fortin nouveau.
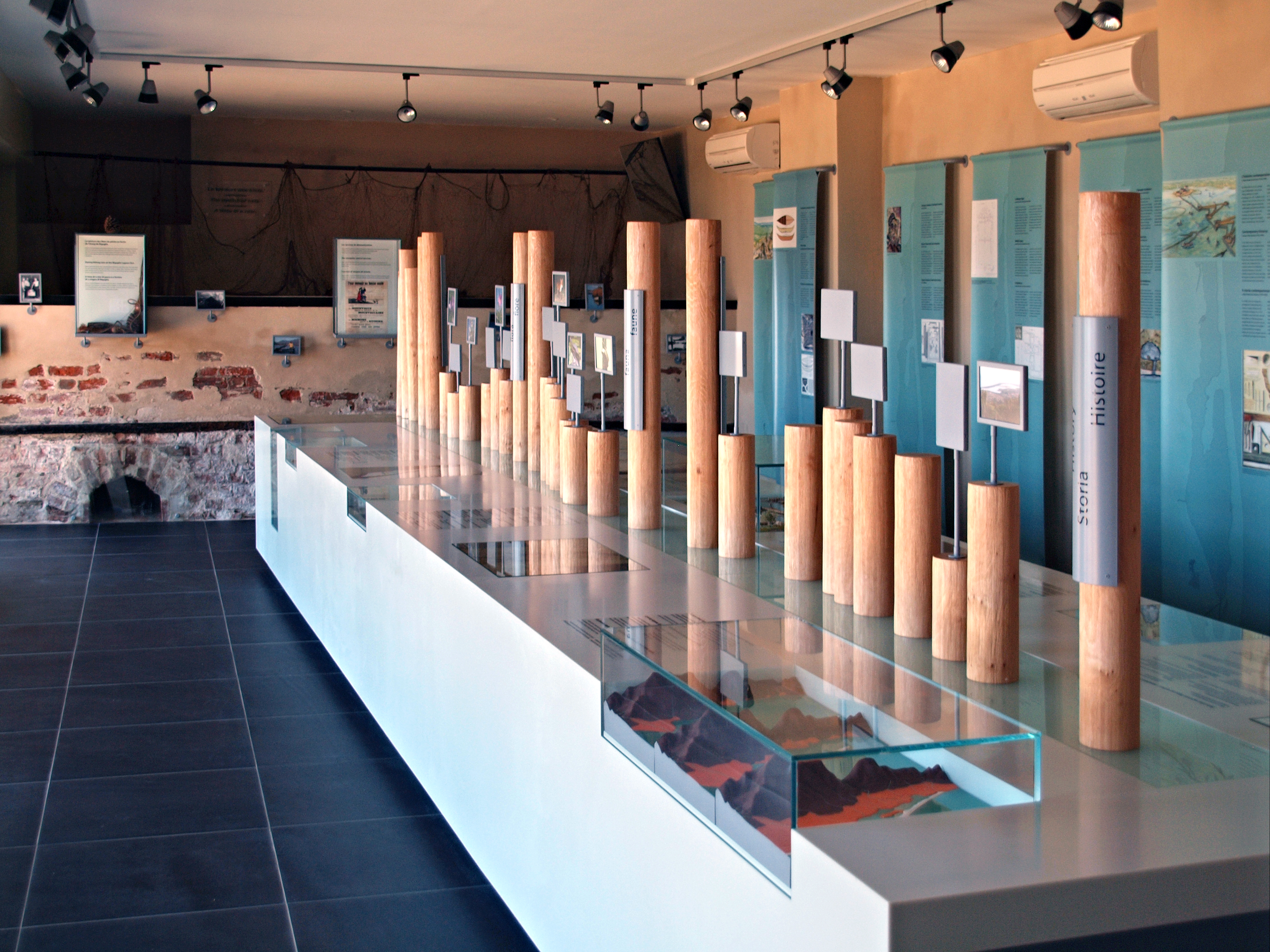
Salle de l'écomusée.
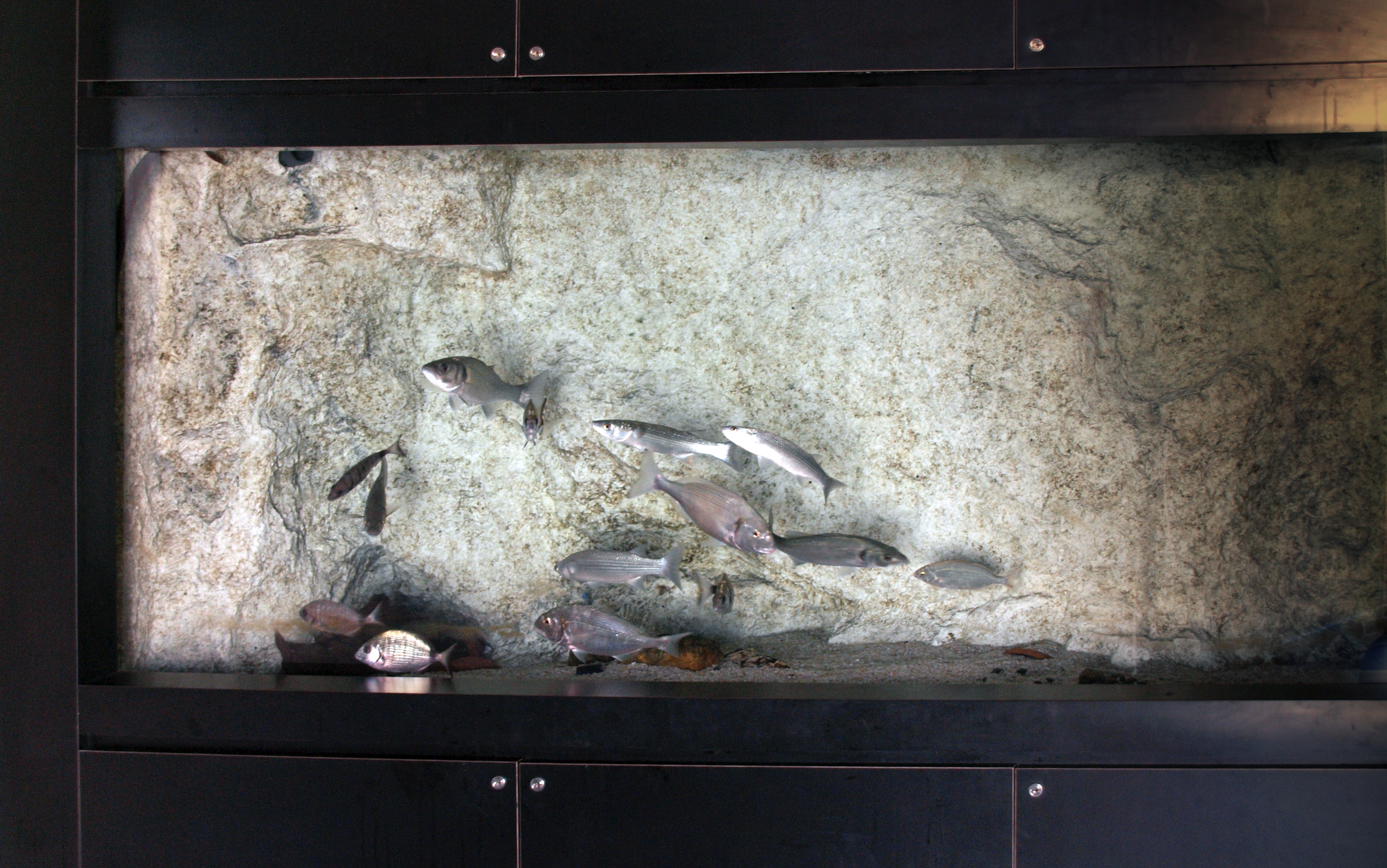
L'aquarium de l'écomusée.

### Le sentier de Tombulu biancu
L'anse de Tombulu biancu était l'un des anciens graus secondaires de l'étang. Elle est bordée par la route de la Marana (ou route du cordon lagunaire), la voie routière D107 aménagée dans les années 1980 après acquisition de terrains privés et la construction du pont de Chjurlinu sur le chenal au nord de l'étang.
Le sentier d'interprétation tire son nom de l'anse de Tombulu biancu. Longeant le bord de l'étang en direction du sud, il est long d'environ 1,5 km et ne présente aucune difficulté. Tous les jours des visites guidées, gratuites et sur réservation, sont organisées par le service de la réserve naturelle. Un guide-animateur accompagne les visiteurs.
Aux 9 bornes que comporte le sentier, il fera découvrir :
- Tombulu biancu, l'ancien grau ;
- Les pins, qui sont des pins maritimes essentiellement. On rencontre quelques pins parasols où son caractère indigène est discuté. Cet arbre produit des graines appréciées, appelées pignons ;
- Le fortin, son histoire et la pêche sur l'étang ;
- L'ancienne bordigue ;
- Les plages coquillées et les herbiers. Dans ces derniers, en faible profondeur, abonde le gammare (gammarus sp.), une minuscule crevette. Certaines années, d'importantes populations de crevettes grises (crangon crangon) sont présentes. Les coques se rencontrent par banc entier, leurs coquilles recouvrant le fond de l'étang. Une espèce de crabe, le crabe enragé (carcinus maenas) est aussi fort abondant. Il doit son som à son caractère particulièrement belliqueux. Au plus profond se tient le syngnathe (syngnatus sp.), sorte d'hippocampe linéaire qui se déplace lentement, ressemblant à un morceau de végétal ;
- La ceinture arborée, composée de tamaris d'Afrique (tamarix africana), de nombreux peupliers, noir, blanc et grisard, l'aulne glutineux ;
- Les roselières, lieux de vie pour de nombreux oiseaux ;
- Les marais à salicorne (salicornia fruticosa) ;
- La vasière de Tombulu biancu. Lors des migrations, ce haut-fond joue pleinement son rôle d'accueil car la nourriture y est abondante, surtout pour les limicoles et les grands échassiers qui se nourrissent dans la vase.

## Administration, plan de gestion, règlement
La gestion de la réserve naturelle est assurée par le Conseil général de Haute-Corse. La réserve naturelle fait partie du réseau des Réserves naturelles de Corse.

### Outils et statut juridique
La réserve naturelle a été créée par le décret n°94-688 du 9 août 1994.
Elle fait également partie du réseau Natura 2000 sous la forme du SIC FR9400571 « Étang de Biguglia » depuis juillet 2003 et de la ZPS FR9410101 « Étang de Biguglia » depuis avril 1996.
Le site est également un site Ramsar sous le numéro 520 depuis 1991.
La Directive oiseaux de l'union européenne est présente sur ce site sous le n°131105 de la WCPA.